# Jason Caffey
Jason Andre Caffey (nacido el 12 de junio de 1973 en Mobile, Alabama, Estados Unidos) es un exjugador de baloncesto profesional que consiguió dos campeonatos NBA con los Chicago Bulls a finales de la década de 1990.

## Trayectoria deportiva
Proveniente de la Universidad de Alabama, Caffey fue seleccinado por los Bulls en la vigésima posición del Draft de 1995. Promedió 7.3 puntos por partido durante su segundo campeonato consecutivo en la temporada 1996-97.
Antes de que Caffey pudiese ganar un tercer anillo con los Bulls, fue traspasado a los Golden State Warriors en la mitad de la temporada 1997-98. En el verano de 1999, volvió a firmar con los Warriors por siete años y 35 millones de dólares. Promedió sus mejores números, 12.0 puntos y 6.8 rebotes por partidos, durante la temporada 1999-00 con los Warriors.
Caffey fue traspasado a los Milwaukee Bucks en 2000, con quienes jugó las siguientes tres temporadas, a partir de entonces comenzó a seguir problemas personales, incluyendo un ataque de ansiedad en 2002 y un asalto en 2003. Los Bucks rompieron su contrato aún restándole dos temporadas (11,8 millones de $) antes de que comenzase la temporada 2003-04. Su entrenador en Milwaukee, Terry Porter, dijo que Caffey debería haber buscado otro equipo; sin embargo, no volvió a jugar en ningún sitio después de que los Bucks rompiesen su contrato.

## Estadísticas de su carrera en la NBA
|  | Denota temporadas en las que ganó el Campeonato de la NBA |

### Temporada regular
| Año      | Equipo       | PJ  | PT  | MPP  | %TC  | %3P  | %TL  | RPP | APP | ROB | TPP | PPP  |
| -------- | ------------ | --- | --- | ---- | ---- | ---- | ---- | --- | --- | --- | --- | ---- |
| 1995–96† | Chicago      | 57  | 0   | 9.6  | .438 | .000 | .588 | 1.9 | 0.4 | 0.2 | 0.1 | 3.2  |
| 1996–97† | Chicago      | 75  | 19  | 18.7 | .532 | .000 | .659 | 4.0 | 1.2 | 0.3 | 0.1 | 7.3  |
| 1997–98  | Chicago      | 51  | 8   | 13.9 | .503 | .000 | .660 | 3.4 | 0.7 | 0.3 | 0.3 | 5.3  |
| 1997–98  | Golden State | 29  | 6   | 24.6 | .472 | .000 | .649 | 5.9 | 1.1 | 0.4 | 0.1 | 10.9 |
| 1998–99  | Golden State | 35  | 32  | 25.0 | .444 | .000 | .633 | 5.9 | 0.5 | 0.7 | 0.3 | 8.8  |
| 1999–00  | Golden State | 71  | 56  | 30.4 | .479 | .000 | .597 | 6.8 | 1.7 | 0.9 | 0.3 | 12.0 |
| 2000–01  | Milwaukee    | 70  | 33  | 20.9 | .488 | .000 | .673 | 5.0 | 0.8 | 0.5 | 0.4 | 7.1  |
| 2001–02  | Milwaukee    | 23  | 0   | 12.3 | .500 | .000 | .628 | 2.2 | 0.5 | 0.2 | 0.2 | 4.3  |
| 2002–03  | Milwaukee    | 51  | 16  | 17.5 | .456 | .000 | .651 | 3.5 | 0.7 | 0.4 | 0.3 | 5.8  |
| Total    | Total        | 462 | 170 | 19.6 | .481 | .000 | .637 | 4.4 | 0.9 | 0.5 | 0.2 | 7.3  |

### Playoffs
| Año   | Equipo    | PJ | PT | MPP  | %TC  | %3P  | %TL  | RPP | APP | ROB | TPP | PPP |
| ----- | --------- | -- | -- | ---- | ---- | ---- | ---- | --- | --- | --- | --- | --- |
| 1997† | Chicago   | 17 | 5  | 9.8  | .455 | .000 | .786 | 2.5 | 0.9 | 0.2 | 0.2 | 2.4 |
| 2001  | Milwaukee | 18 | 0  | 16.5 | .381 | .000 | .645 | 4.1 | 0.8 | 0.2 | 0.3 | 3.8 |
| Total | Total     | 35 | 5  | 13.3 | .406 | .000 | .689 | 3.3 | 0.8 | 0.2 | 0.2 | 3.1 |

## Vida personal
Caffey fue arrestado en 2007 por falta de pagos a sus hijos en Tuscaloosa, Alabama.  Actualmente se encuentra en bancarrota después de tener que pagar muchos créditos e incluso a ocho mujeres con las que ha tenido diez hijos.